# Toto (Unternehmen)
Toto K.K. (TOTO株式会社, Tōtō kabushiki-gaisha; englisch TOTO Limited) mit Sitz in Kitakyūshū ist Japans größter Hersteller von Toiletten und im Nikkei 225 gelistet.

## Übersicht
Das 1917 als Tōyō Tōki (東洋陶器, „östliche Keramik“) gegründete Unternehmen wuchs schnell nach dem Zweiten Weltkrieg, als eine große Nachfrage nach sanitären Anlagen entstand, bedingt durch den wachsenden Wohnungsmarkt und durch die Umstellung auf westlichen Lebensstil.
Das Unternehmen stellt Komplettbadlösungen und dafür unter anderem Badewannen, Toiletten, Waschbecken und Urinale her. Es hat weiterhin ein sogenanntes Washlet entwickelt, eine Kombination aus Toilette und Bidet, und dieses Produkt vor allem in Japan populär gemacht.
2009 erwarb Toto den deutschen Toilettenhersteller Pagette und beliefert seit dem ersten Auftritt auf der Internationalen Sanitär- und Heizungsmesse im selben Jahr über dieses Unternehmen den europäischen Markt. Den Sitz für seine europäische Hauptverwaltung hat das Unternehmen seit 2012 in Düsseldorf. Für die WCs stellt der Vorwandspezialist Tece aus Emsdetten die Module her.